# ما بعد الظلام (رواية)
ما بعد الظلام (العنوان الأصلي: After Dark) هي رواية للكاتب الياباني هاروكي موراكامي صدرت سنة 2004، وترجمت إلى اللغة العربية سنة 2013 من طرف أنور الشامي. نشرت النسخة المترجمة للغة العربية من طرف المركز الثقافي العربي، وعدد صفحاتها 240 صفحة. 

## الموضوع
ما بعد الظلام هي الرواية الثانية عشرة لهاروكي موراكامي ضمن أعماله الروائية، تدور أحداثها خلال ليلة مؤرّقة في طوكيو. تتواصل أحداث الرواية على مدار سبع ساعات خلال إحدى ليالي العاصمة، وتتزامن فيها ثلاث قصص مختلفة، تجمعها المصادفات الغريبة والواقعية التي يتميز بها أسلوب موركامي، يصف موراكامي من خلال هذه الرواية حاجيات وأسرار الأشخاص الذين يفضلون حياة الليل 

## الأحداث
تدور أحداث الرواية خلال ليلة واحدة، يروي خلالها الكاتب 3 قصص مختلفة، ثم يجمع بينها في النهاية.

### القصة الأولى
قصة الأخت الكبرى "إيري"، التي دخلت في شبه غيبوبة طويلة داخل غرفتها، والتي تحدث معها وقائع خارقة، مثل انتقالها إلى بعد آخر عبر شاشة التلفاز المتواجدة في بيتها.

### القصة الثانية
قصة الأخت الصغرى "ماري إساي" التي تسهر في مطعم للقراءة، ثم تلتقي بصديق قديم لأختها "تكاهاشي" ويدور بينهما حديث طويل طيلة الليلة.

### القصة الثالثة
قصة عاملة الجنس الصينية التي اعتدى عليها موظف يعمل خلال الدوام الليلي بفند للحب بالمدينة، ثم تفتح صاحبة الفندق تحقيقا للتعرف على هويته وتسليمها إلى العصابة المتخصص في شبكة الدعارة من أجل الانتقام منه.

## الشخصيات

### الشخصيات الرئيسية[5]
إيري: الأخت الصغرى، 19 سنة، ذات جمال متواضع، لكنها مجتهدة وذكية إلى حد ما، تدرس اللغة الصينية.
ماري إساي: الأخت الكبرى، جميلة وفتاة مجلات، تحضى باهتمام كبير من والديها، لكنها غير راضية عن حياتها.
تكاهاشي: عضو مجموعة موسيقية، لكنه يفضل الابتعاد عن الموسيقى ودراسة القانون، وهو معجب بماري إساي، ويشتغل أحيانا كتقني بفندق الحب "ألفافيلا"

## قيل حول الرواية
- «لا يمكنك بحال أن أن تضع جانبا هذه الرواية الرائعة بما تنطوي عليه منجاذبية أسرة» _ بروفيدنس جورنال [1]
- «ما بعد الظلام هي رواية يختلط فيها الألم بالمتعة، وترضي أصعب الأذواق الأدبية... إن رواية موراكامي هذه تذكرنا بأن العالم مترامي الأطراف. وأن أساطيره عابرة.. وأنه بينما نخلد للنوم، فإن ثمة عالما آخر لا يفتأ يتحرك بطرقه الغامضة وغير المتوقعة» _ سان فرانسيسكو كرونيل [1]
- «مازالت روح الدعابة لدى موراكامي وإحالاته إلى الثقافة الغربية حاضرة في أعماله، وكذلك ما يثيره من تسؤلات جوهرية حول واقع الإنسان» _ إسكواير [1]

## اقتباسات
- «إن ما يجعل القناع مخيفا حقا هو أنه  ورغم كونه يلائم الوجه وكأنه بشرة ثانية، فإنه يمنعنا حتى من أن نتخيل ما الذي يفكر فيه أو يشعر به أو يخطط له الشخص الذي يرتديه.»[7]
- «هؤلاء الذين يبدون عاديين هم الأكثر خطورة، إنهم يحملون معه أطنانا من الضغوط.»[8]
- «بعض الناس يسألون الأسئلة فقط كوسيلة لإظهار التأدب.»[9]
- «من الممكن أن يتقارب الناس بعضهم بعضا حتى وإن حافظا على مسافة معقولة تفصل بينهم»[10]
- «ما يبدو لشخص أنه مسافة معقولة ربما يبدو لآخر مسافة بعيدة للغاية»[10]
- «عندما تصبحين يتيمة، فإنك تظلين يتيمة حتى يوم رحيلك عن العالم»[11]
- «هل الفعل هو مجرد نتاج عابر للفكر، أم أن الفكر هو النتاج الطبيعي؟ »[12]
- «العدم يعني أنه ليس ثمة شيء مطلقا، وبالتالي ليس ثمة حاجةلفهمه أو تخيله»[13]
- «يتعين على المرء أن يموت فعلا حتى يفهم ماهية الموت»[13]
- «في هذا العالم، ثمة أشياء لا يمكن للمرء أن يفعلها إلا بمفرده، وأشياء أخرى لا تؤدى  إلا برفقة آخر. ومن المهم للمرء أن يمزج الاثنين معا بحسب المقادير المناسبة. »[14]